# Stenia punctalis
Stenia punctalis là một loài bướm đêm trong họ Crambidae.